# OpenJur
openJur (オープンユール) はドイツ裁判所の公表した判決や判決要旨をまとめた判例オンライン・データベース。ウェブサイトは無料で一般公開されている。運営主体であるドイツの非営利団体 openJur gGmbH はドイツのハンブルクで2008年に設立され、これまでに裁判所が公表した60万件以上の裁判記録を収録し、ウェブサイトの閲覧累計数は4億回を超えている (2024年11月時点)。日本弁護士連合会 (日弁連) の2023年公表報告書によると、ドイツ裁判所公式サイト以外で無料公開している判例データベースではopenJurが最も知名度が高く、有料データベースのJurisと並んで広く知られている。
ただしドイツでは判決すべてが裁判所によって公表されるわけではなく、2021年の統計データによると、過去50年の裁判のうち判決が公開されたのはわずか1%にとどまっている。したがってopenJur未収録の事件も多い。

## 公開コンテンツの処理と再利用
openJur公開データのうち、ドイツ裁判所の判決文および判決要旨はパブリック・ドメインに帰している。したがって、商用目的も含めてライセンス・フリーで再利用できる。ドイツ著作権法 (略称: UrhG) の第5条では「官公庁の著作物」について規定しており、第1項で裁判の判決および官公庁の作成に係る判決要旨は「著作権保護の対象外」と明記されているためである:2。ただし判決文内には法廷参考資料として画像が含まれていることがあり、こうした官公庁以外の作成した著作物は著作権保護の対象となりうる。そのため、判決の引用・転載といった当初の目的外でこうした画像を再利用する際には、著作者の許諾を要する。
ドイツではEU一般データ保護規則 (GDPR) などのデータ保護規制に則り、民事事件の関係当事者情報は匿名化されることが多い。個人名だけでなく、法人名や法人の所在地なども匿名化の対象に含まれ、「原告」や「被告」といった抽象的な表現が用いられることもある。ただし、どこまでを匿名化するかは州ごとに異なり、個別の裁判所・裁判官判断に任された実運用がなされている。

## 評価と批判
ハンブルク地方裁判所が訴訟事件の関係当事者の匿名化を怠って、実名のまま判決文を2022年に公表した。openJurは裁判所の判決文を自動で取得して転載するシステム仕様のため、openJur上でも実名が公表されてしまい、翌年2023年にopenJurはこの当事者から提訴されて損害賠償を請求されている。なお、openJurは当事者本人からの通報を受け、20分後にはopenJur上で実名の匿名化を行っている。個人情報保護を定めたEU一般データ保護規則 (GDPR) は、官公庁が公表する著作物を単純転載したopenJurにまでおよぶのかが問われることとなった。GDPRには例外規定があり、ジャーナリストが報道の自由の範囲内で個人情報を報道することが認められている。この「ジャーナリスト」にopenJurも含まれるのかが争点となっている。2024年11月現在、本件は係争中である。